# Nereis longior
Nereis longior är en ringmaskart som beskrevs av Chlebovitsch och Wu 1962. Nereis longior ingår i släktet Nereis och familjen Nereididae. Inga underarter finns listade i Catalogue of Life.